# Flugten (film fra 1973)
 Denne artikel omhandler den danske film Flugten fra 1973. Opslagsordet har også en anden betydning, se Flugten.
Flugten er en dansk film fra 1973, instrueret af Hans Kristensen. Manuskriptet er af Kristensen og John Ernst. Filmen vandt Bodilprisen for bedste danske film, og Ole Ernst fik prisen for bedste mandlige hovedrolle.

## Medvirkende
- Ole Ernst – Per
- Torben Hundahl – Mikkel
- Lene Vasegaard – Susanne
- Anne-Lise Gabold – Birthe
- John Larsen – Nielsen, direktør
- Ove Brusendorff – Villeberg
- Mogens Brix-Pedersen – Svindler
- Jens Okking – Håndlanger
- Hermod Knudsen – Havnevagt
- Paul Barfoed Møller – Henning